# Velikoluska mušnica
Velikoluska mušnica (znanstveno ime Amanita strobiliformis) je gliva iz rodu mušnic (Amanita). V Sloveniji je redka in zaščitena. Na seznamu ogroženih vrst je tudi v Belgiji, Češki, Nemčiji, na Danski, Estoniji, Nizozemski, Poljski, Švedski in Slovaški.

## Značilnosti
Spada med največje mušnice. Klobuk ima premer do 20 cm, sprva je jajčast in izbočen, kasneje se razširi. Površina je kremno bela do svetlo siva, prekrita z krpicami podobne barve. So mehke in nežne in visijo z roba klobuka, močnejše deževje jih lahko izpere.
Lističi so gosti in kremno bele barve. Na bet so najprej pritrjeni nato pa prosti. Ostrinka je kosmičasta.
Bet je visok do 15 cm in debel do 5 cm. Je trd in poln ter ima čebulasto odebeljeno dno, močno vraščeno v podlago. Zastiralce je nažlebkano in široko, a hitro minljivo in od njega ostane le prstan, ki se tesno prilega betu.
Meso je trdo in bele barve, brez posebnega vonja.

## Razširjenost in življenjski prostor
Je samo evropska vrsta. Raste v listnatih in mešanih gozdovih, tudi pod ruševjem. Z listavci tvori mikorizno razmerje. Najdemo jo lahko tudi izven gozdov, na odprtih območjih pod posameznimi drevesi in ob robovih cest.

## Mikroskopske značilnosti
Trosni odtis je bele barve. Trosi so elipsoidni, gladki, amiloidni in merijo 10–13.5 x 7–8,5 μm.

## Podobne vrste
- citronasta mušnica (Amanita citrina) je manjše rasti in ima rumenkast klobuk
- jajčasta mušnica (Amanita ovoidea) ima v dnišču veliko ovojnico
- ostrokrpa mušnica (Amanita echinocephala) ima na klobuku ostre koničaste krpice

## Uporabnost
Užitna, a se je ne nabira, ker je na rdečem seznamu gliv in zavarovana.